# 沙洲优黄
沙洲优黄是江苏张家港酿酒有限公司的黄酒品牌。

## 历史
苏州酿酒工艺最早可追朔至清光绪十二年（1886年），张家港后塍因毗邻长江，水质优越，家家户户都会酿酒，加之商业发达，水运便利，因此诞生了一批酿酒作坊，汤恒元酒店就在其中。至民国时期，汤恒元酒店逐渐扩大，在当地颇有影响力。新中国成立后，汤恒元酒店联合其他作坊，共同成立了张家港酿酒总厂。1976年改名国营沙洲酒厂，创立沙洲品牌。
1991年，沙洲牌黄酒被轻工业部评为优质产品。
2003年，“沙洲”商标获江苏省著名商标。2007年，沙洲优黄获得“中国名牌产品”称号。2008年，“沙洲”商标被国家工商行政管理总局认定为中国驰名商标。2010年，“沙洲”商标入选商务部评选的第二批“中华老字号”。
2011年，后塍黄酒酿造技艺入选江苏省级非物质文化遗产名录。
2017年，江苏张家港酿酒有限公司申请将“沙洲”商标更名为“沙洲优黄”商标获批。